# Toba (peuple d'Argentine)
Pour les articles homonymes, voir Toba.

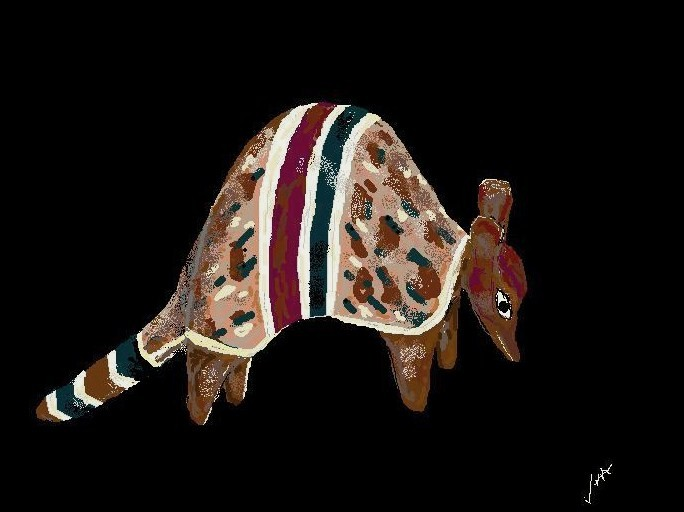
Art Qom-lik, un tatou en terre cuite.

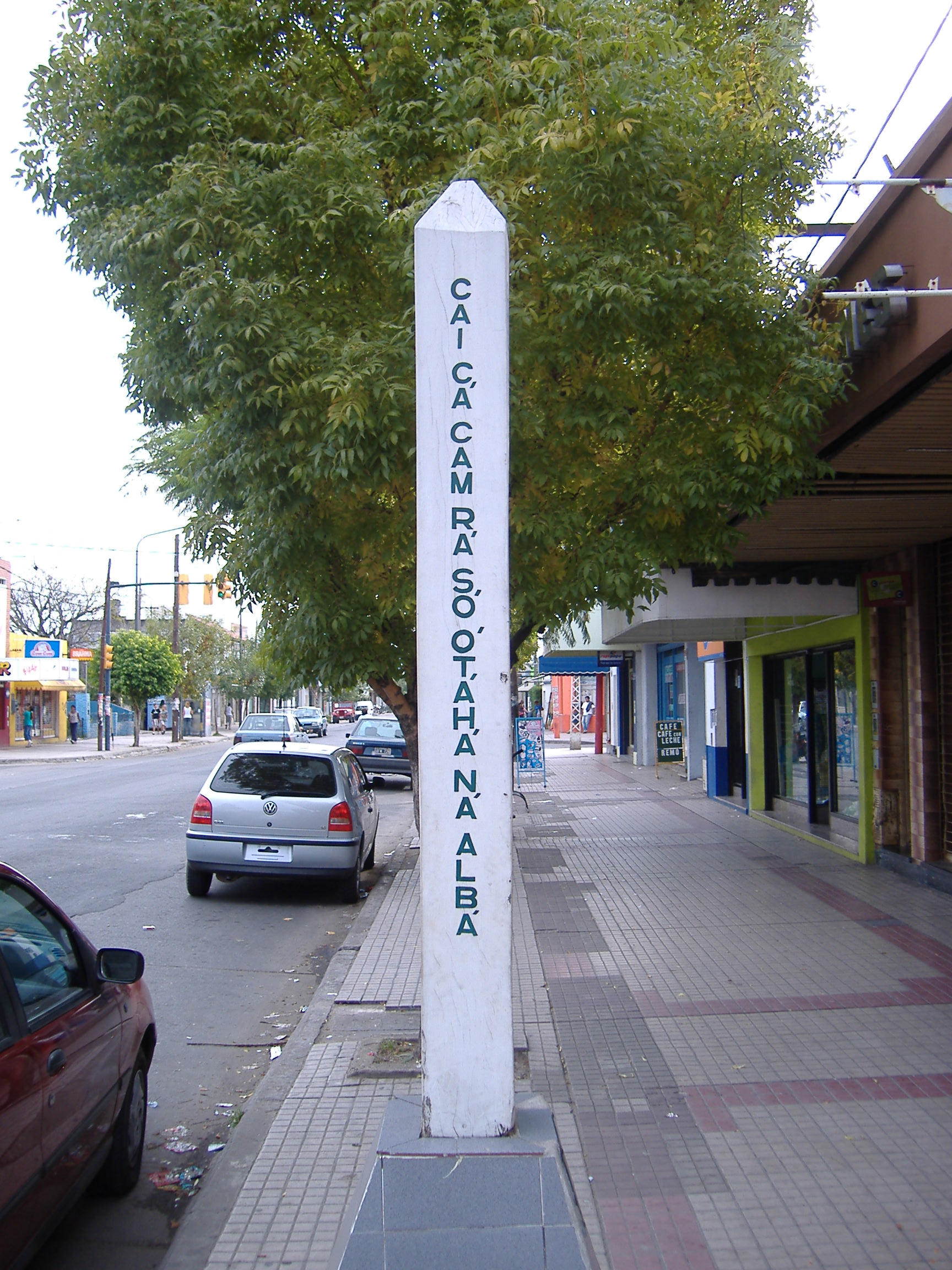
Une borne de paix rédigée en Toba, à Empalme Graneros, Rosario en Argentine

Les Tobas sont un groupe amérindien vivant en Argentine, en Bolivie et au Paraguay. Ils font partie d'un groupe de peuples autochtones habitant les régions du Gran Chaco, et appelés les Guaycurús (ou Waykurús). En 2005, il y avait plus de 69 000 Tobas en Argentine, vivant surtout dans les provinces du Chaco, de Formosa et de Santa Fe.
Les Tobas se donnent à eux-mêmes le nom de Qom-lik, ce qui signifie simplement « peuple ». En fait le mot toba est d'origine guaraníe et signifie « grand front », nom qui leur a été donné par les premiers habitants espagnols. Ceux-ci les appelaient Frentones. Cela parce que les Tobas se rasaient les cheveux au niveau du front en signe de deuil.
Après la conquête des Amériques, les Toba devinrent d'habiles cavaliers. Répliquant aux raids européens pour obtenir des serfs et des esclaves, ils constituaient une puissance militaire relativement importante, qui ne fut complètement soumise qu'à la fin du XIXe siècle, contrainte à se replier sur les forêts denses de la région dite impenetrable (« impénétrable »). L'un des derniers actes de répression fut en 1924 lors du massacre de Napalpí (es), lorsque la police tira à vue sur des manifestants désarmés, qui, galvanisés par un chaman, croyaient être immunisés aux balles.
Depuis, l'Iglesia evangelica unida, un mouvement pentecôtiste, a converti nombre de Tobas, bien qu'un mélange syncrétisme avec le chamanisme soit en vigueur. Durant le XXe siècle, beaucoup durent abandonner leur mode de vie semi-nomade, pastoral, pour travailler dans les plantations de sucre de Salta et Jujuy. Un certain nombre vit aujourd'hui dans les faubourgs et banlieues des villes argentines.
Le 19 juillet 1924, 500 indigènes issus du peuple Toba qui protestaient contre leur condition de travail et la misère dans laquelle ils vivaient sont massacrés par la police et des milices de propriétaires terriens . Le 19 mai 2022, le tribunal de Resistencia a déclaré la responsabilité de l'État argentin dans des « crimes contre l'humanité » commis dans le cadre d'un « génocide indigène » .